# Pribava
Pribava är en ort i Bosnien och Hercegovina.   Den ligger i entiteten Federationen Bosnien och Hercegovina, i den centrala delen av landet, 90 km norr om huvudstaden Sarajevo. Pribava ligger 169 meter över havet och antalet invånare är 2 213.
Terrängen runt Pribava är huvudsakligen lite kuperad. Pribava ligger nere i en dal. Runt Pribava är det ganska tätbefolkat, med 93 invånare per kvadratkilometer.. Närmaste större samhälle är Gračanica, 2,5 km nordväst om Pribava. 
Trakten runt Pribava består till största delen av jordbruksmark.